# 스킨푸드
스킨푸드(SKIN FOOD)는 ‘맛있는 푸드로 만든 맛있는 화장품’이라는 컨셉으로 2004년에 설립된 대한민국 화장품 브랜드이다.
현재 피어리스는 아이피어리스로 사명을 바꿔 스킨푸드의 자회사로 있다. 스킨푸드의 로고에 찍혀 있는 "Since 1957"은 피어리스의 창업 연도다.

## 역대 모델
- 성유리(2005~2010년)
- 이민정(2011~2013년)
- 이종석(2013~2015년)
- 하연수(2012~2014년)
- 김유정(2015년 4월~2017년 3월)[2]
- 신은수(2017년 4월~?)[3]

## 본점 및 지점 현황
- 본점: 경기도 안성시 미양면 제2공단1길 104
- 대전지점: 대전광역시 중구 중앙로164번길 21-6 (은행동)
- 신촌지점: 서울특별시 서대문구 연세로 6 (창천동)

## 같이 보기
- 피어리스화장품